# Rødding Kommune
| Basisdaten | Basisdaten        |
| ---------- | ----------------- |
| Fläche     | 273,28 km² (2005) |
| Einwohner  | 10.915 (2005)     |
| Internet   | www.roedding.dk   |

Rødding Kommune (deutsch: Kommune Rödding) war bis 2007 eine Kommune im Sønderjyllands Amt (Nordschleswig) im südwestlichen Dänemark. Sie existierte seit 1970 und bestand aus den Gemeinden Hjerting, Hygum (deutsch: Hügum), Jels, Lintrup, Øster Lindet (deutsch: Oster-Linnet), Rødding (deutsch: Rödding), Skodborg (deutsch: Schottburg) und Skrave. Obwohl das Gebiet jahrhundertelang zum Herzogtum Schleswig gehörte und auch nach 1920 immer dem Amt Haderslev und ab 1970 Sønderjyllands Amt angehört hat, beschloss der Kommunalrat angesichts der bevorstehenden Kommunalreform zum Jahr 2007 frühzeitig, sich nach Norden hin zu orientieren und sich der Großkommune Vejen mit Zentrum in Vejen anzuschließen. Diese Ordnung trat am 1. Januar 2007 in Kraft und bedeutete gleichzeitig das Ende der Kommune Rødding.
Im Jahr 1844 eröffnete der Theologe Grundtvig in Rødding die erste europäische Heimvolkshochschule, die 1865 infolge des Deutsch-Dänischen Krieges  nach Askov verlegt wurde.